# Flac (cognom)
Flac (en llatí Flaccus) era un cognomen romà usat sobretot per l'antiga gens Fúlvia, d'origen plebeu. Flaccus vol dir flàccid, caigut, i es deia de les persones amb les orelles caigudes. També s'interpretava com que tenia les orelles grans. Com passa amb altres cognoms romans, indicava una característica física dels que el portaven. Se suposa que el primer que el va usar va ser Mac Fulvi Flac, el fundador de la nissaga.
Ciceró i Plini el Vell diuen que els Flac eren originaris de Túsculum, i que encara vivia allà una part de la família al segle i aC. Aquest cognomen també el van portar alguns membres de la gens Valèria, d'origen patrici, i altres gens.